# Mir (ponorka)
Mir bylo označení pro dvě sovětské sesterské ponorky Mir-1 a Mir-2 určené pro výzkum hlubokomořských příkopů. Tato plavidla byla postavena v 80. letech 20. století a dosáhla mnoha úspěchů ve vědeckém výzkumu. Ponorky byly využity při různých misích, včetně objevování vraků, vědeckého výzkumu mořského dna a podvodního fotografování. Navrženy a postaveny byly v technologické a ekonomické finsko-sovětské spolupráci během studené války (v rámci finlandizace). Sovětský svaz nemohl získat technologie kvůli embargu a finské firmy toto povolení dostaly, protože americký CoCom (Coordinating Committee for Multilateral Export Controls) předpokládal, že projekt nebude úspěšný. Po úspěchu projektu se USA následně obávaly, že Sovětský svaz využije získané technologie k výrobě flotily ponorek, která by mohla postupně vyřadit z provozu systém hlubokomořských mikrofonů SOSUS.
Každá ponorka byla schopna nést tříčlennou posádku až do hloubky 6 000 metrů pod hladinou moře.